# Philip Hazel
Philip Hazel est un programmeur informatique surtout connu pour avoir écrit le serveur de messagerie électronique Exim en 1995, et la bibliothèque d'expressions régulières PCRE en 1997.
Il a été employé par le service informatique de l'Université de Cambridge jusqu'à sa retraite fin septembre 2007. En 2009, Hazel a écrit un mémoire autobiographique sur sa carrière informatique et l'a mise à jour en 2017.
Hazel est également connu pour son logiciel de composition, en particulier Philip's Music Writer (PMW),, ainsi que des programmes pour transformer un simple balisage en un sous-ensemble de DocBook XML à utiliser dans le manuel Exim, et pour produire du PostScript à partir de ce XML.

## Publications
- (en) Philip Hazel, Exim: the Mail Transfer Agent, O'Reilly Media, 2001 (ISBN 9780596000981, OCLC 54115766, lire en ligne)
- (en) Philip Hazel, The Exim SMTP Mail Server, UIT Cambridge, 2007 (1re éd. 2003) (ISBN 9780954452971, OCLC 148721785, lire en ligne)
- (en) Philip Hazel, « From Punched Cards To Flat Screens : A Technical Autobiography » [« Des cartes perforées aux écrans plats : une autobiographie technique »] [PDF]